# 萬隆寺
萬隆寺（ばんりゅうじ）は、東京都台東区にある曹洞宗の寺院。

## 歴史
1388年（嘉慶2年）、玄路統玄によって開山された。元々は出羽国由利郡松ヶ崎村（現・秋田県由利本荘市）に位置していたが、第8世住職路山是直の時に、江戸湯島に移転し、1657年（明暦3年）の明暦の大火の後、現在地に移転した。
これまで弘前藩藩主の津軽氏が檀家であったが、お家騒動により離檀し、代わって旧所在地の由利郡を領する本荘藩六郷氏が檀家となっている。また元山形城主で交代寄合となった最上家の菩提寺でもある。
1931年（昭和6年）より萬隆寺幼稚園を経営していたが、現在は閉園している。

## 文化財
- 庚申塔1基（台東区有形文化財 平成19年3月登載）[3]

## 交通アクセス
- つくばエクスプレス浅草駅A出口より徒歩2分（経路案内）。